# Ctenus minusculus
Ctenus minusculus är en spindelart som beskrevs av Eugen von Keyserling 1891. Ctenus minusculus ingår i släktet Ctenus och familjen Ctenidae. Inga underarter finns listade i Catalogue of Life.